# Исаков, Алексей Иванович
Алексей Иванович Исаков — советский ученый, доктор физико-математических наук, профессор.

## Биография
Родился в 1926 году. Член КПСС.
До 1978 г. — лаборант, научный сотрудник, старший научный сотрудник нейтронно-физической лаборатории ФИАН имени Лебедева.
В 1978—1979 гг. — заведующий лаборатории инерциального синтеза ФИАН имени Лебедева.
В 1979—1990 гг. — первый заместитель председателя Высшей аттестационной комиссии СССР.
После 1990 года — заместитель директора ФИАН имени Лебедева.
Делегат XXIII съезда КПСС.
Жил в Москве.

## Научная проблематика и сочинения
Автор более 200 научных публикаций в области физики медленных и холодных нейтронов, а также управляемого термоядерного синтеза. Ответственный редактор трудов физического института им. П. Н. Лебедева.
- Исаков, Алексей Иванович. Экспериментальное исследование нестационарного замедления нейтронов в тяжелых средах : диссертация … кандидата физико-математических наук : 01.00.00 / А. Н. Исаков. — Москва, 1963. — 159 с. : ил.
- Исаков, Алексей Иванович. Исследования по физике медленных и холодных нейтронов [Текст] : Автореферат дис. на соискание ученой степени доктора физико-математических наук. (01.04.01) / Моск. инж.-физ. ин-т. — Москва : [б. и.], 1974. — 108 с. : ил.
- Исследование надмолекулярных структур с помощью очень холодных нейтронов / А. И. Исаков, С. П. Кузнецов, И. В. Мешков и др. — Москва : ФИАН, 1997. — 14 с. : ил.; 21 см. — (Препринт / РАН. Физ. ин-т им. П. Н. Лебедева (ФИАН); 3).

## Награды
- Орден Трудового Красного Знамени (20.07.1971, 03.04.1986)
- Орден Дружбы народов (13.05.1981)
- Орден Знак Почёта (17.09.1975)